# Diplocephaloides
Diplocephaloides és un gènere d'aranyes araneomorfes de la subfamília Erigoninae, dins de la família Linyphiidae.
Fou descrit per primera vegada per R. Oi l'any 1960.

## Distribució
Es pot trobar a la Xina, el Japó i Corea.

## Llista d'espècies
Segons The World Spider Catalog 12.0:
- Diplocephaloides saganus (Bösenberg & Strand, 1906)
- Diplocephaloides uncatus Song & Li, 2010
- Diplocephaloides falcatusSeo, 2018[2]